# HMS G4
Pour les articles homonymes, voir G4.
Le HMS G4 est un sous-marin britannique de classe G construit pour la Royal Navy par Chatham Dockyard. Sa quille est posée le 12 octobre 1914 et il est lancé le 23 octobre 1915.

## Conception
La conception de la classe G est basée sur celle de la Classe E mais avec l'amélioration de la double coque. Les sous-marins de classe G ont été conçus par l’Amirauté britannique en réponse à une rumeur selon laquelle les Allemands construisaient des sous-marins à double coque pour servir outre-mer. Les sous-marins avaient une longueur hors-tout de 57 m, un maître-bau de 6,9 m et un tirant d'eau moyen de 4,1 m. Ils déplaçaient 714 tonnes en surface et 850 tonnes en immersion. Les sous-marins de classe G avaient un équipage de 30 officiers et autres grades. Ils avaient une double coque partielle.
Pour la navigation en surface, ces navires étaient propulsés par deux moteurs Diesel à huit cylindres Vickers de 800 ch (597 kW), chacun entraînant un arbre d'hélice. Lorsqu’ils étaient sous l’eau, chaque hélice était entraînée par un moteur électrique de 420 ch (313 kW). Ils pouvaient atteindre 14,25 nœuds (26,39 km/h) en surface et 9 nœuds (17 km/h) sous l’eau. En surface, la classe G avait une autonomie de 2400 milles marins (4 400 km) à 16 nœuds (30 km/h).
Les bateaux devaient être armés d’un tube lance-torpilles de 21 pouces (533 mm) dans l’étrave et de deux tubes lance-torpilles de 18 pouces (457 mm) au maître-bau. Cependant, cette conception a été révisée pendant qu’ils étaient en construction. Le tube de 21 pouces a été déplacé à l’arrière, et deux autres tubes de 18 pouces ont été ajoutés dans l’étrave. Les sous-marins de classe G transportaient deux torpilles de 21 pouces et huit torpilles de 18 pouces. Ils étaient également armés d’un unique canon de pont de 3 pouces (76 mm).

## Engagements
Après sa mise en service, le G4 a été envoyé rejoindre la 11e flottille sous-marine à Blyth (Northumberland).
Le 19 juin 1916, le G4 patrouillait dans le Cattégat lorsqu’il rencontra le navire marchand allemand SS Ems, transportant une cargaison de pétrole, de zinc et de plaques de cuivre d’Oslo à Lübeck, et l’arrêta d’un coup de semonce. Une fois que l’équipage du navire allemand eut abandonné le navire, le G4 a tiré deux torpilles sur le Ems, qui ont toutes deux manqué leur cible, puis il a coulé le navire marchand à coups de canon. Un deuxième navire marchand allemand s’échappa dans les eaux territoriales de la Suède neutre. La Suède a protesté contre l’attaque du Ems en affirmant qu’elle avait eu lieu dans ses eaux territoriales, mais la Grande-Bretagne l’a nié. Le différend entre la Suède et la Grande-Bretagne au sujet du naufrage du Ems était toujours en cours à la fin de la guerre. 
Entre le 20 août 1916 et le 3 octobre 1916, le G4 se rend à Scapa Flow et part pour Mourmansk (alors appelée Romanov), où il arrive le 20 octobre 1916. Il en est reparti le 15 novembre, arrivant à Kirkwall cinq jours plus tard. Le G4 passa ensuite le reste de la Première Guerre mondiale à effectuer des patrouilles en mer du Nord à partir de Blyth, et il s’y trouvait au moment de l’armistice.